# فيكتور كينتانا
فيكتور كينتانا (بالإسبانية: Victor Quintana)‏ (17 أبريل 1976 في باراغواي - ) هو مدرب كرة قدم ولاعب كرة قدم باراغواياني في مركز الوسط. لعب مع أوليمبيا أسونسيون وسبورتيفو لوكوينو وموريرينسي ونادي بورتو ونادي كروزيرو وناسيونال أسونسيون.

## وصلات خارجية
- فيكتور كينتانا على موقع قاعدة بيانات كرة القدم.إي يو (الإنجليزية)
- فيكتور كينتانا على موقع ناشيونال فوتبول تيمز (الإنجليزية)